# Five Nations 1997
Die Ausgabe 1997 des jährlich ausgetragenen Rugby-Union-Turniers Five Nations (seit 2000 Six Nations) fand an fünf Spieltagen zwischen dem 18. Januar und dem 15. März statt. Turniersieger wurde Frankreich, das mit Siegen gegen alle anderen Teilnehmer zum fünften Mal den Grand Slam schaffte. Das zweitplatzierte England siegte gegen alle britischen Mannschaften und sicherte sich zum dritten Mal in Folge die Triple Crown.
Wales trug seine Heimspiele letztmals im alten Nationalstadion Cardiff Arms Park aus, das im selben Jahr dem neuen Millennium Stadium weichen musste. Frankreich spielte letztmals im Parc des Princes, seit 1998 finden die französischen Heimspiele im Stade de France statt.

## Teilnehmer
| Land       | Stadion             | Stadt     | Trainer            | Kapitän                  |
| ---------- | ------------------- | --------- | ------------------ | ------------------------ |
| England    | Twickenham Stadium  | London    | Jack Rowell        | Phil de Glanville        |
| Frankreich | Parc des Princes    | Paris     | Jean-Claude Skrela | Abdelatif Benazzi        |
| Irland     | Lansdowne Road      | Dublin    | Brian Ashton       | Keith Wood / Jim Staples |
| Schottland | Murrayfield Stadium | Edinburgh | Jim Telfer         | Rob Wainwright           |
| Wales      | Cardiff Arms Park   | Cardiff   | Kevin Bowring      | Jonathan Humphreys       |

## Tabelle
|    | Land       | Spiele | Siege | Unent. | Ndlg. | Spiel- punkte | Diff. | Tabellen- punkte |
| -- | ---------- | ------ | ----- | ------ | ----- | ------------- | ----- | ---------------- |
| 1. | Frankreich | 4      | 4     | 0      | 0     | 129:77        | + 52  | 8                |
| 2. | England    | 4      | 3     | 0      | 1     | 141:55        | + 86  | 6                |
| 3. | Wales      | 4      | 1     | 0      | 3     | 99:101        | − 2   | 2                |
| 4. | Schottland | 4      | 1     | 0      | 3     | 90:132        | − 42  | 2                |
| 5. | Irland     | 4      | 1     | 0      | 3     | 57:141        | − 84  | 2                |

## Ergebnisse

### Erste Runde
| 18. Januar 1997 | Irland                  | 15 : 32         | Frankreich                                                                          | Lansdowne Road, Dublin Zuschauer: 53.000 Schiedsrichter: André Watson (Südafrika) |
| 18. Januar 1997 | Straftritte: Elwood (5) | (12:12) Bericht | Versuche: Galthié Venditti Erhöhungen: Castaignède (3) Straftritte: Castaignède (2) | Lansdowne Road, Dublin Zuschauer: 53.000 Schiedsrichter: André Watson (Südafrika) |

| 18. Januar 1997 | Schottland                                                                            | 19 : 34         | Wales                                                                                    | Murrayfield Stadium, Edinburgh Zuschauer: 67.500 Schiedsrichter: Bertie Smith (Irland) |
| 18. Januar 1997 | Versuche: Hastings Erhöhungen: Shepherd Straftritte: Shepherd (3) Dropgoals: Chalmers | (13:10) Bericht | Versuche: Evans Jenkins Quinnell Thomas Erhöhungen: Jenkins (4) Straftritte: Jenkins (2) | Murrayfield Stadium, Edinburgh Zuschauer: 67.500 Schiedsrichter: Bertie Smith (Irland) |

### Zweite Runde
| 1. Februar 1997 | England                                                                                                | 41 : 13         | Schottland                                                        | Twickenham Stadium, London Zuschauer: 75.000 Schiedsrichter: Paddy O’Brien (Neuseeland) |
| 1. Februar 1997 | Versuche: Strafversuch Carling de Glanville Gomarsall Erhöhungen: Grayson (3) Straftritte: Grayson (5) | (16:10) Bericht | Versuche: Eriksson Erhöhungen: Shepherd Straftritte: Shepherd (2) | Twickenham Stadium, London Zuschauer: 75.000 Schiedsrichter: Paddy O’Brien (Neuseeland) |

| 1. Februar 1997 | Wales                                                                         | 25 : 26         | Irland                                                                  | Cardiff Arms Park, Cardiff Zuschauer: 53.000 Schiedsrichter: Wayne Erickson (Australien) |
| 1. Februar 1997 | Versuche: Evans (2) Quinnell Erhöhungen: Jenkins (2) Straftritte: Jenkins (2) | (10:20) Bericht | Versuche: Bell Hickie Miller Erhöhungen: Elwood Straftritte: Elwood (3) | Cardiff Arms Park, Cardiff Zuschauer: 53.000 Schiedsrichter: Wayne Erickson (Australien) |

### Dritte Runde
| 15. Februar 1997 | Frankreich                                                                          | 27 : 22         | Wales                                                                        | Parc des Princes, Paris Zuschauer: 46.000 Schiedsrichter: Peter Marshall (Australien) |
| 15. Februar 1997 | Versuche: Leflamand Merle Venditti Erhöhungen: Aucagne Dourthe Straftritte: Aucagne | (20:10) Bericht | Versuche: Bateman Howley Thomas Erhöhungen: Jenkins (2) Straftritte: Jenkins | Parc des Princes, Paris Zuschauer: 46.000 Schiedsrichter: Peter Marshall (Australien) |

| 15. Februar 1997 | Irland                  | 6 : 46         | England                                                                                                  | Lansdowne Road, Dublin Zuschauer: 51.898 Schiedsrichter: Colin Hawke (Neuseeland) |
| 15. Februar 1997 | Straftritte: Elwood (2) | (6:11) Bericht | Versuche: Gomarsall Hill Sleightholme (2) Underwood (2) Erhöhungen: Grayson (2) Straftritte: Grayson (4) | Lansdowne Road, Dublin Zuschauer: 51.898 Schiedsrichter: Colin Hawke (Neuseeland) |

### Vierte Runde
| 1. März 1997 | England                                                         | 20 : 23        | Frankreich                                                                                          | Twickenham Stadium, London Zuschauer: 75.000 Schiedsrichter: Jim Fleming (Schottland) |
| 1. März 1997 | Versuche: Dallaglio Straftritte: Grayson (4) Dropgoals: Grayson | (14:6) Bericht | Versuche: Lamaison Leflamand Erhöhungen: Lamaison (2) Straftritte: Lamaison (2) Dropgoals: Lamaison | Twickenham Stadium, London Zuschauer: 75.000 Schiedsrichter: Jim Fleming (Schottland) |

| 1. März 1997 | Schottland                                                                                 | 38 : 10       | Irland                                                        | Murrayfield Stadium, Edinburgh Zuschauer: 67.500 Schiedsrichter: Gareth Simmonds (Wales) |
| 1. März 1997 | Versuche: Stanger Tait Townsend Walton Weir Erhöhungen: Shepherd (5) Straftritte: Shepherd | (7:7) Bericht | Versuche: Hickie Erhöhungen: Humphreys Straftritte: Humphreys | Murrayfield Stadium, Edinburgh Zuschauer: 67.500 Schiedsrichter: Gareth Simmonds (Wales) |

### Fünfte Runde
| 15. März 1997 | Frankreich | 47 : 20         | Schottland                                                            | Parc des Princes, Paris Zuschauer: 49.000 Schiedsrichter: Ed Morrison (England) |
| 15. März 1997 | Versuche: Benazzi Leflamand Magne Tournaire Erhöhungen: Lamaison (3) Straftritte: Lamaison (6) Dropgoals: Sadourny | (26:13) Bericht | Versuche: Tait (2) Erhöhungen: Shepherd (2) Straftritte: Shepherd (2) | Parc des Princes, Paris Zuschauer: 49.000 Schiedsrichter: Ed Morrison (England) |

| 15. März 1997 | Wales                                                       | 13 : 34       | England                                                                                   | Cardiff Arms Park, Cardiff Zuschauer: 53.000 Schiedsrichter: Joël Dumé (Frankreich) |
| 15. März 1997 | Versuche: Howley Erhöhungen: Davies Straftritte: Davies (2) | (3:6) Bericht | Versuche: de Glanville Hill Stimpson Underwood Erhöhungen: Catt (4) Straftritte: Catt (2) | Cardiff Arms Park, Cardiff Zuschauer: 53.000 Schiedsrichter: Joël Dumé (Frankreich) |